# Distrito Central (Botsuana)
El distrito Central es el más grande de los distritos de Botsuana en cuanto a superficie y población. Circunda la tradicional tierra natal de los Bamangwato. Los políticos Seretse Khama (expresidente), Festus Mogae (expresidente) y Seretse Ian Khama (presidente) son originarios de esta región.
La población principal del distrito está concentrada en Palapye y Serowe, dos de los poblados más grandes de África. El distrito también cuenta con los subafluentes del Limpopo, propenso a riadas cuando las lluvias repentinas drenan hacia el este del río.

## Subdistritos
- Bobirwa: Bobonong
- Boteti: Letlhakane
- Mahalapye
- Serowe Palapye: Palapye
- Tutume: Matobo
- Tonota
- Tswapong

- Datos: Q57525
- Multimedia: Central District (Botswana) / Q57525